# Електрометалургійний завод у Шуайбі (Al-Oula)
Електрометалургійний завод у Шуайбі (Al-Oula) — підприємство чорної металургії Кувейту, яке діє в індустріальній зоні Шуайба та належить компанії Al-Oula Steel.
Виробнича діяльність Al-Oula Steel почалась із запуску в 2003-му сталеплавильного виробництва річною потужністю 150 тисяч тонн. Його основне обладнання становлять три індукційні печі, піч-ківш та машина безперервного виливу сортової заготовки.
Тривалий час вироблена заготовка постачалась іншим підприємствам. Нарешті в 2023-му компанія Kharafi Steel, яка володіє Al-Oula Steel, ввела в дію прокатне виробництво річною потужністю 500 тисяч тонн будівельної арматури.